# (4528) Berg
(4528) Berg es un asteroide perteneciente al cinturón de asteroides, descubierto el 13 de agosto de 1983 por Edward Bowell desde la Estación Anderson Mesa (condado de Coconino, cerca de Flagstaff, Arizona, Estados Unidos).

## Designación y nombre
Designado provisionalmente como 1983 PP. Fue nombrado Berg en honor al compositor y pianista austríaco Alban Berg discípulo de Arnold Schönberg.

## Características orbitales
Berg está situado a una distancia media del Sol de 2,551 ua, pudiendo alejarse hasta 2,895 ua y acercarse hasta 2,208 ua. Su excentricidad es 0,134 y la inclinación orbital 8,708 grados. Emplea 1488 días en completar una órbita alrededor del Sol.

## Características físicas
La magnitud absoluta de Berg es 12,1. Tiene 9,356 km de diámetro y su albedo se estima en 0,292.